# Litterair Paspoort
Litterair Paspoort, later Literair Paspoort, was een van 1946 tot 1982 verschijnend, tweemaandelijks Nederlands literair tijdschrift met besprekingen van buitenlandse literatuur, aanvankelijk uitgegeven door uitgeverij Allert de Lange en in 1949 overgenomen door Uitgeverij Meulenhoff. Het tijdschrift werd jarenlang geredigeerd door de dichter Adriaan Morriën. Regelmatige bijdragen verschenen van onder meer Willem Frederik Hermans en Paul Rodenko.

## Ontstaansgeschiedenis
Eind oktober 1944 koesterde de directeur van de Amsterdamse uitgeverij en boekhandel Allert de Lange plannen om een tweemaandelijks tijdschrift voor buitenlandse literatuur te beginnen, samen met de chef van de uitgeverij, Harry Koopman, en diens latere echtgenote Lies Kooi van de boekhandel. De broer van Lies was bevriend met de dichter Adriaan Morriën, zodat Lies meteen aan hem dacht toen een redacteur gezocht werd.

## Eerste jaargang
In januari 1946 verscheen het eerste nummer van Litterair Paspoort. Het tijdschrift voerde als ondertitel: 'Tijdschrift voor boeken uit de oude en nieuwe wereld'. Het nummer belichtte de Franse literatuur en de medewerkers waren vooral afkomstig uit de vriendenkring van Morriën, zoals onder meer F.W. van Heerikhuien en Joop den Uyl. Na een gedicht van Paul Éluard was er 'een korte en vrijblijvende inleiding' van Morriën, verderop nog herdenkingsartikelen over Paul Valéry en Antoine de Saint-Exupéry.
Hermans was bevriend met Morriën en was in Brussel toen hij hoorde dat het nieuwe tijdschrift op punt van uitkomen stond. Hij schreef dat hij aanbood de boeken te bespreken die hij daar zojuist had gekocht, van Albert Camus, Simone de Beauvoir, Raymond Queneau en Julien Gracq. De eerste bijdrage van Hermans verscheen in februari.
Begin mei bezocht Morriën enkele uitgevers in Parijs met het doel om een regelmatige toezending van recensie-exemplaren af te spreken. Hij bezocht Gallard en Gallimard en liet aan de directeuren de eerste twee afleveringen zien.
Eind 1946 ging de dichter en essayist Paul Rodenko in Parijs studeren. Morriën en Rodenko kenden elkaar van het tijdschrift Criterium en Rodenko publiceerde voortaan in Litterair Paspoort beschouwingen over Franse literatuur.

## Naar tien afleveringen per jaar (1948)
Vanaf 1948 verschenen tien afleveringen per jaar, ondanks dat er eigenlijk te weinig abonnees waren. Jacques den Haan besprak de Angelsaksische literatuur en ook Rodenko publiceerde erin. De bekendheid nam toe: veel Franse boeken werden ter bespreking ingestuurd en er waren zoveel ongevraagde artikelen dat zelfs niet alle goede konden worden geplaatst. Morriën verzorgde een mededelingenrubriek, 'Boekenpaspoort en boekennieuws', die hij wel tweewekelijks had willen maken.

## Naar Uitgeverij Meulenhoff en een dikker blad (1949-1950)
Uitgeverij Meulenhoff nam de uitgave van het blad met ingang van 1949 over van Allert de Lange. Per januari 1950 werd de omvang uitgebreid van 16 naar 24 bladzijden.

## Afnemende betrokkenheid van Morriën
Morriën droeg na 1959 steeds minder bij aan het tijdschrift. Zijn maandelijkse rubriek 'Signatuur' verscheen steeds onregelmatiger en de vergaderingen bezocht hij nog bij uitzondering. Vanaf januari 1964 was hij nog slechts als 'adviserend redacteur' aan het blad verbonden, tegen een maandelijks honorarium van veertig gulden. Zijn taken werden overgenomen door de in 1963 tot de redactie toegetreden Jan van Geelen.